# Gare de Capreol
La  gare de Capreol à Capreol, dans la ville de Sudbury est desservie par Le Canadien de Via Rail Canada.